# Mare de Déu dels Dolors (Sant Hilari Sacalm)
La Mare de Déu dels Dolors és una església eclèctica de Sant Hilari Sacalm (Selva) inclosa a l'Inventari del Patrimoni Arquitectònic de Catalunya. Petit edifici religiós, situat al carrer Verge dels Dolors.

## Descripció
Té planta quadrangular, ràfec amb dentallons i teulada a doble vessant en teula plana, i coronada per una creu de pedra.
A la façana principal hi ha una porta d'accés en arc de mig punt i a sobre hi ha un òcul amb un vidre ornamental amb un motiu floral. Envolta les cantonades de la façana una cadena de pedra artificial.
Tota la façana té un encoixinat.